# سانتو ستفانو دی کادوره
سانتو ستفانو دی کادوره (به ایتالیایی: Santo Stefano di Cadore) یک کومونه در ایتالیا است که در استان بلونو واقع شده‌است. سانتو ستفانو دی کادوره ۱۰۰ کیلومتر مربع مساحت و ۲٬۹۰۱ نفر جمعیت دارد و ۹۰۸ متر بالاتر از سطح دریا واقع شده‌است.

## خواهرخوانده
شهر مونته‌سپرتولی خواهرخواندهٔ سانتو ستفانو دی کادوره هست.